# Brookesia
O brookesia é o género de um camaleão que habita em Madagáscar. A menor espécie tem o tamanho de uma unha e foi descoberta por Will Burrard-Lucas, numa expedição a Ámbar Mountain Park.
O camaleão alimenta-se essencialmente de grilos, aranhas e outros pequenos seres. Ele encontra-se ameaçado de extinção, pois tendo sido capturado para ser comercializado, e tem sofrido uma perda contínua da área do seu habitat natural.

## Espécies
Existem actualmente 26 espécies reconhecidas neste género:
- Brookesia ambreensis
- Brookesia antakarana
- Brookesia bekolosy
- Brookesia betschi
- Brookesia bonsi
- Brookesia brygooi
- Brookesia confidens[2]
- Brookesia decaryi
- Brookesia dentata
- Brookesia desperata[2]
- Brookesia ebenaui
- Brookesia exarmata
- Brookesia griveaudi
- Brookesia karchei
- Brookesia lambertoni
- Brookesia lineata
- Brookesia lolontany
- Brookesia micra[2]
- Brookesia minima
- Brookesia nasus
  - Brookesia nasus nasus
  - Brookesia nasus pauliani
- Brookesia perarmata
- Brookesia peyrierasi
- Brookesia stumpffi
- Brookesia superciliaris
- Brookesia therezieni
- Brookesia thieli
- Brookesia tristis[2]
- Brookesia tuberculata
- Brookesia vadoni
- Brookesia valerieae